# Serie B 2023-2024 (calcio a 5 femminile)
La Serie B 2023-2024 è stata la 9ª edizione del campionato nazionale di calcio a 5 femminile di secondo livello e la 1ª assoluta della categoria. La stagione regolare è iniziata il 15 ottobre 2023 e si è conclusa il 28 aprile 2024, prolungandosi fino al 1º giugno 2024 con la disputa dei play-off.

## Regolamento
Il Consiglio Direttivo della Divisione Calcio a 5 ha definito l’organico per la stagione sportiva 2023-2024 in 45 società. Al termine della stagione, saranno promosse in Serie A tre squadre: le due vincenti i play-off tra le prime classificate e la vincente della final four, a cui parteciperanno le due squadre perdenti lo spareggio tra le prime e le due squadre vincenti i play-off a cui partecipano le società classificate tra il secondo e il quinto posto di ogni girone. Per ogni girone sono state retrocesse nei campionati regionali le società ultime classificate dei gironi A, C e D e le società giunte ultima e penultima nel girone B.

## Girone A

### Classifica
|  | Pos. | Squadra                 | Pt | G  | V  | N | P  | GF  | GS  | DR  |
|  | ---- | ----------------------- | -- | -- | -- | - | -- | --- | --- | --- |
|  | 1.   | Mediterranea            | 58 | 20 | 19 | 1 | 0  | 106 | 47  | +59 |
|  | 2.   | Pero                    | 46 | 20 | 15 | 1 | 4  | 90  | 41  | +49 |
|  | 3.   | Jasnagora               | 41 | 20 | 13 | 2 | 5  | 58  | 39  | +19 |
|  | 4.   | Virtus Romagna          | 37 | 20 | 12 | 1 | 7  | 73  | 49  | +24 |
|  | 5.   | Athena Sassari          | 36 | 20 | 11 | 3 | 6  | 90  | 67  | +23 |
|  | 6.   | Infinity Futsal Academy | 29 | 20 | 9  | 2 | 9  | 54  | 45  | +9  |
|  | 7.   | L84                     | 28 | 20 | 9  | 1 | 10 | 75  | 69  | +6  |
|  | 8.   | Polisportiva 1980       | 16 | 20 | 4  | 4 | 12 | 48  | 87  | -39 |
|  | 9.   | Villaguardia            | 15 | 20 | 4  | 3 | 13 | 62  | 109 | -47 |
|  | 10.  | Hurricane               | 7  | 20 | 1  | 4 | 15 | 33  | 78  | -45 |
|  | 11.  | Bagnolo                 | 4  | 20 | 0  | 4 | 16 | 50  | 108 | -58 |

### Verdetti
- Mediterranea dopo lo spareggio promozione, e, dopo la Final Four play-off, Pero promossi in Serie A 2024-2025.
- Bagnolo retrocesso nei campionati regionali dell'Emilia-Romagna.

## Girone B

### Classifica
|  | Pos. | Squadra         | Pt | G  | V  | N | P  | GF | GS | DR  |
|  | ---- | --------------- | -- | -- | -- | - | -- | -- | -- | --- |
|  | 1.   | Roma CF         | 61 | 22 | 20 | 1 | 1  | 86 | 21 | +65 |
|  | 2.   | Perugia         | 39 | 22 | 12 | 4 | 6  | 72 | 59 | +13 |
|  | 3.   | Pistoia         | 35 | 22 | 10 | 5 | 7  | 40 | 34 | +6  |
|  | 4.   | Shardana        | 34 | 22 | 10 | 4 | 8  | 64 | 63 | +1  |
|  | 5.   | Littoriana      | 34 | 22 | 10 | 4 | 8  | 53 | 51 | +2  |
|  | 6.   | Eventi Futsal   | 30 | 22 | 9  | 3 | 10 | 60 | 58 | +2  |
|  | 7.   | Arzachena       | 29 | 22 | 8  | 5 | 9  | 51 | 73 | -22 |
|  | 8.   | Vis Fondi       | 27 | 22 | 9  | 1 | 12 | 49 | 64 | -15 |
|  | 9.   | CUS Pisa        | 23 | 22 | 6  | 5 | 11 | 45 | 57 | -12 |
|  | 10.  | Virtus Ciampino | 21 | 22 | 6  | 3 | 13 | 51 | 58 | -7  |
|  | 11.  | Real Gryphus    | 19 | 22 | 5  | 4 | 13 | 56 | 74 | -18 |
|  | 12.  | Prato           | 19 | 22 | 4  | 7 | 11 | 48 | 63 | -15 |

### Verdetti
- Real Gryphus e Prato retrocessi rispettivamente nei campionati regionali di Umbria e Toscana.

## Girone C

### Classifica
|  | Pos. | Squadra                     | Pt | G  | V  | N | P  | GF | GS  | DR  |
|  | ---- | --------------------------- | -- | -- | -- | - | -- | -- | --- | --- |
|  | 1.   | Atletico Chiaravalle        | 54 | 20 | 17 | 3 | 0  | 97 | 18  | +79 |
|  | 2.   | Soccer Altamura             | 48 | 20 | 14 | 6 | 0  | 81 | 26  | +55 |
|  | 3.   | Prandone                    | 35 | 20 | 10 | 5 | 5  | 62 | 38  | +24 |
|  | 4.   | Virtus Cap San Michele      | 32 | 20 | 9  | 5 | 6  | 49 | 40  | +9  |
|  | 5.   | WFC San Marzano             | 31 | 20 | 9  | 4 | 7  | 68 | 44  | +24 |
|  | 6.   | Nox Molfetta                | 27 | 20 | 8  | 3 | 9  | 50 | 48  | +2  |
|  | 7.   | Pucetta                     | 25 | 20 | 8  | 1 | 11 | 56 | 50  | +6  |
|  | 8.   | Chieti                      | 23 | 20 | 7  | 2 | 11 | 50 | 72  | -22 |
|  | 9.   | Levante Caprarica           | 18 | 20 | 5  | 3 | 12 | 41 | 76  | -35 |
|  | 10.  | Città di Taranto            | 17 | 20 | 5  | 4 | 11 | 37 | 96  | -59 |
|  | 11.  | Centro Storico Montesilvano | 0  | 20 | 0  | 0 | 20 | 21 | 104 | -83 |

### Verdetti
- Centro Storico Montesilvano retrocesso nei campionati regionali dell'Abruzzo.

## Girone D

### Classifica
|  | Pos. | Squadra              | Pt | G  | V  | N | P  | GF  | GS  | DR   |
|  | ---- | -------------------- | -- | -- | -- | - | -- | --- | --- | ---- |
|  | 1.   | C.M.B.               | 56 | 20 | 18 | 2 | 0  | 126 | 24  | +102 |
|  | 2.   | Irpinia              | 53 | 20 | 17 | 2 | 1  | 138 | 21  | +117 |
|  | 3.   | Napoli               | 50 | 20 | 16 | 2 | 2  | 132 | 37  | +95  |
|  | 4.   | Ragusa               | 37 | 20 | 12 | 1 | 7  | 76  | 51  | +25  |
|  | 5.   | Salernitana          | 36 | 20 | 12 | 0 | 8  | 77  | 66  | +11  |
|  | 6.   | Reggio Sporting Club | 23 | 20 | 7  | 2 | 11 | 49  | 81  | -32  |
|  | 7.   | Team Scaletta        | 21 | 20 | 7  | 0 | 13 | 46  | 67  | -21  |
|  | 8.   | Meta Catania         | 19 | 20 | 5  | 4 | 11 | 29  | 72  | -43  |
|  | 9.   | Castellammare        | 16 | 20 | 5  | 1 | 14 | 42  | 66  | -24  |
|  | 10.  | Academy Canicattì    | 6  | 20 | 1  | 3 | 16 | 23  | 107 | -84  |
|  | 11.  | Libertas Cerreto     | 3  | 20 | 1  | 1 | 18 | 24  | 170 | -46  |

### Verdetti
- C.M.B. promosso in Serie A 2024-2025 dopo lo spareggio promozione.
- Libertas Cerreto retrocesso nei campionati regionali della Campania.

## Post-season promozione

### Spareggio promozione tra le vincenti

#### Formula
Le quattro società giunte al primo posto di ciascun girone al termine della stagione regolare si incontreranno a due a due per decretare due delle tre società promosse alla Serie A 2024-2025. Gli incontri si svolgeranno con formula di andata e ritorno e verranno sorteggiati. La Società prima estratta di ciascuna gara giocherà in casa la gara di ritorno. Al termine della gara di ritorno sarà dichiarata vincente la squadra che nelle due gare avrà realizzato il maggior numero di reti; nel caso di parità dei gol al termine della gara di ritorno gli arbitri faranno disputare due tempi supplementari di 5 minuti ciascuno; qualora anche al termine di questi le squadre fossero in parità si procederà all’effettuazione dei tiri di rigore. Le due società vincenti otterranno il diritto di iscrizione in Serie A, mentre le due perdenti accederanno alla final four contro le due società vincenti i playoff.

#### Squadre qualificate
| Girone A     | Girone B | Girone C             | Girone D |
| Mediterranea | Roma CF  | Atletico Chiaravalle | C.M.B.   |

#### Partite
| Squadra 1    | Totale | Squadra 2            | Andata | Ritorno |
| ------------ | ------ | -------------------- | ------ | ------- |
| C.M.B.       | 3 - 2  | Atletico Chiaravalle | 2 - 2  | 0 - 1   |
| Mediterranea | 7 - 6  | Roma CF              | 4 - 3  | 3 - 3   |

#### Risultati

##### Andata
| Cagliari 12 maggio 2024, ore 15:00 | Mediterranea | 4 – 3 referto | Roma CF | PalaConi |

| Salandra 12 maggio 2024, ore 18:30 | C.M.B. | 2 – 2 referto | Atletico Chiaravalle | Palasport Saponara |

##### Ritorno
| Fiano Romano 19 maggio 2024, ore 15:00 | Roma CF | 3 – 3 referto | Mediterranea | Palazzetto comunale |

| Chiaravalle 19 maggio 2024, ore 16:00 | Atletico Chiaravalle | 0 – 1 referto | C.M.B. | Palasport comunale |

### Play-off

#### Formula
Per determinare le due società che otterranno il diritto a disputare la final four con le due perdenti gli spareggi promozione tra le vincenti i gironi verranno disputate gare di play-off articolate su tre turni fra le 16 squadre classificatesi dal 2º al 5º posto di ciascun girone al termine della Stagione Regolare.
I primi due turni si svolgono all'interno dello stesso girone, in gara unica in casa della squadra meglio classificata nella Stagione Regolare: in caso di parità al termine dell'incontro si svolgeranno due tempi supplementari di 5', in caso la parità persista sarà dichiarata vincente la squadra meglio classificata.
Nel terzo turno la Divisione procederà a sorteggiare pubblicamente il tabellone, con le prime due estratte che giocheranno in casa la gara di ritorno rispettivamente contro la 3ª e la 4ª sorteggiata. Al termine delle gare saranno dichiarate vincenti le squadre che avranno segnato più reti; nel caso di parità nel punteggio totale al termine della gara di ritorno verranno disputati due tempi supplementari di 5', in caso la parità persista si procederà ai tiri di rigore. Le due società vincenti il terzo turno avanzeranno alla final four.

#### Squadre qualificate
| Girone A | Girone A       | Girone B | Girone B   | Girone C | Girone C               | Girone D | Girone D    |
| 2        | Pero           | 2        | Perugia    | 2        | Soccer Altamura        | 2        | Irpinia     |
| 3        | Jasnagora      | 3        | Pistoia    | 3        | Prandone               | 3        | Napoli      |
| 4        | Virtus Romagna | 4        | Shardana   | 4        | Virtus Cap San Michele | 4        | Ragusa      |
| 5        | Athena Sassari | 5        | Littoriana | 5        | WFC San Marzano        | 5        | Salernitana |

#### Tabellone girone A
|  | Semifinali | Semifinali      | Semifinali |           |      | Finale | Finale | Finale |  |
|  |            |                 |            |           |      |        |        |        |  |
|  | 2          | Pero            | 9          |           |      |        |        |        |  |
|  | 2          | Pero            | 9          |           |      |        |        |        |  |
|  | 5          | Athena Sassari  | 4          |           |      |        |        |        |  |
|  | 5          | Athena Sassari  | 4          |           | Pero | Pero   | 5      |        |  |
|  |            |                 |            |           | Pero | Pero   | 5      |        |  |
|  |            |                 | Jasnagora  | Jasnagora | 2    |        |        |        |  |
|  | 3          | Jasnagora (dts) | Jasnagora  | Jasnagora | 2    | 4      |        |        |  |
|  | 3          | Jasnagora (dts) |            |           |      |        |        |        |  |
|  | 4          | Virtus Romagna  | 4          |           |      |        |        |        |  |

#### Tabellone girone B
|  | Semifinali | Semifinali    | Semifinali |         |         | Finale  | Finale | Finale |  |
|  |            |               |            |         |         |         |        |        |  |
|  | 2          | Perugia (dts) | 4          |         |         |         |        |        |  |
|  | 2          | Perugia (dts) | 4          |         |         |         |        |        |  |
|  | 5          | Littoriana    | 2          |         |         |         |        |        |  |
|  | 5          | Littoriana    | 2          |         | Perugia | Perugia | 2      |        |  |
|  |            |               |            |         | Perugia | Perugia | 2      |        |  |
|  |            |               | Pistoia    | Pistoia | 3       |         |        |        |  |
|  | 3          | Pistoia       | Pistoia    | Pistoia | 3       | 6       |        |        |  |
|  | 3          | Pistoia       |            |         |         |         |        |        |  |
|  | 4          | Shardana      | 4          |         |         |         |        |        |  |

#### Tabellone girone C
|  | Semifinali | Semifinali                   | Semifinali             |                        |                 | Finale          | Finale | Finale |  |
|  |            |                              |                        |                        |                 |                 |        |        |  |
|  | 2          | Soccer Altamura              | 4                      |                        |                 |                 |        |        |  |
|  | 2          | Soccer Altamura              | 4                      |                        |                 |                 |        |        |  |
|  | 5          | WFC San Marzano              | 2                      |                        |                 |                 |        |        |  |
|  | 5          | WFC San Marzano              | 2                      |                        | Soccer Altamura | Soccer Altamura | 4      |        |  |
|  |            |                              |                        |                        | Soccer Altamura | Soccer Altamura | 4      |        |  |
|  |            |                              | Virtus Cap San Michele | Virtus Cap San Michele | 2               |                 |        |        |  |
|  | 3          | Prandone                     | Virtus Cap San Michele | Virtus Cap San Michele | 2               | 0               |        |        |  |
|  | 3          | Prandone                     |                        |                        |                 |                 |        |        |  |
|  | 4          | Virtus Cap San Michele (dts) | 1                      |                        |                 |                 |        |        |  |

#### Tabellone girone D
|  | Semifinali | Semifinali  | Semifinali |        |         | Finale  | Finale | Finale |  |
|  |            |             |            |        |         |         |        |        |  |
|  | 2          | Irpinia     | 3          |        |         |         |        |        |  |
|  | 2          | Irpinia     | 3          |        |         |         |        |        |  |
|  | 5          | Salernitana | 0          |        |         |         |        |        |  |
|  | 5          | Salernitana | 0          |        | Irpinia | Irpinia | 1      |        |  |
|  |            |             |            |        | Irpinia | Irpinia | 1      |        |  |
|  |            |             | Napoli     | Napoli | 2       |         |        |        |  |
|  | 3          | Napoli      | Napoli     | Napoli | 2       | 7       |        |        |  |
|  | 3          | Napoli      |            |        |         |         |        |        |  |
|  | 4          | Ragusa      | 1          |        |         |         |        |        |  |

#### Primo turno
Gli incontri del I turno si disputeranno il tra il 4 e il 5 maggio in casa della squadra meglio classificata al termine della stagione regolare. In caso di parità al termine delle gare si svolgeranno due tempi supplementari di 5 minuti. In caso di ulteriore parità verrà decretata vincente la squadra meglio classificata al termine della stagione regolare (coincidente con la squadra di casa).
| Squadra 1       | Risultato   | Squadra 2              |
| --------------- | ----------- | ---------------------- |
| Pero            | 9 - 4       | Athena Sassari         |
| Jasnagora       | 4 - 4 (dts) | Virtus Romagna         |
| Perugia         | 4 - 2 (dts) | Littoriana             |
| Pistoia         | 6 - 4       | Shardana               |
| Soccer Altamura | 4 - 0       | WFC San Marzano        |
| Prandone        | 0 - 1 (dts) | Virtus Cap San Michele |
| Irpinia         | 3 - 0       | Salernitana            |
| Napoli          | 7 - 1       | Ragusa                 |

#### Secondo turno
Gli incontri del II turno si disputeranno il 12 maggio in casa della squadra meglio classificata al termine della stagione regolare. In caso di parità al termine delle gare si svolgeranno due tempi supplementari di 5 minuti. In caso di ulteriore parità verrà decretata vincente la squadra meglio classificata al termine della stagione regolare (coincidente con la squadra di casa).
| Squadra 1       | Risultato | Squadra 2              |
| --------------- | --------- | ---------------------- |
| Pero            | 5 - 2     | Jasnagora              |
| Perugia         | 2 - 3     | Pistoia                |
| Soccer Altamura | 4 - 2     | Virtus Cap San Michele |
| Irpinia         | 1 - 2     | Napoli                 |

#### Terzo turno
Gli incontri del III turno si disputeranno con formula di andata e ritorno rispettivamente il 19 e 26 maggio. In caso di parità complessiva al termine delle gare di ritorno si svolgeranno due tempi supplementari di 5 minuti. In caso di ulteriore parità verranno svolti i tiri di rigore. Le due società vincenti avanzeranno alla final four.
| Squadra 1 | Totale            | Squadra 2       | Andata | Ritorno     |
| --------- | ----------------- | --------------- | ------ | ----------- |
| Pistoia   | 6 - 6 (4 - 2 dtr) | Napoli          | 3 - 4  | 3 - 2 (dts) |
| Pero      | 4 - 3             | Soccer Altamura | 3 - 0  | 1 - 3       |

### Final four
Alla final four partecipano le due società perdenti lo spareggio promozione e le due società vincenti i play-off. Il sorteggio è avvenuto il 27 maggio. Le squadre si affronteranno su due turni a eliminazione diretta in sede unica da svolgersi il 31 maggio e il 1º giugno. In semifinale ognuna delle perdenti lo spareggio promozione (gruppo A) affronterà una delle vincenti i playoff (gruppo B). In caso di parità al termine di ogni gara si svolgeranno due tempi supplementari di 5' e, in caso di ulteriore parità, i tiri di rigore.

#### Squadre qualificate
| Gruppo A             | Gruppo B |
| Atletico Chiaravalle | Pistoia  |
| Roma CF              | Pero     |

#### Tabellone
|  | Semifinali           | Semifinali           | Semifinali |      |         | Finale  | Finale | Finale |  |
|  |                      |                      |            |      |         |         |        |        |  |
|  | Roma CF              | Roma CF              | 1          |      |         |         |        |        |  |
|  | Roma CF              | Roma CF              | 1          |      |         |         |        |        |  |
|  | Pistoia              | Pistoia              | 0          |      |         |         |        |        |  |
|  | Pistoia              | Pistoia              | 0          |      | Roma CF | Roma CF | 1      |        |  |
|  |                      |                      |            |      | Roma CF | Roma CF | 1      |        |  |
|  |                      |                      | Pero       | Pero | 6       |         |        |        |  |
|  | Atletico Chiaravalle | Atletico Chiaravalle | Pero       | Pero | 6       | 4       |        |        |  |
|  | Atletico Chiaravalle | Atletico Chiaravalle |            |      |         |         |        |        |  |
|  | Pero                 | Pero                 | 9          |      |         |         |        |        |  |

#### Semifinali
| Arbitri: | Aurelian Petrica Chirvasuta (Monza) Bartolomeo Santarpia (Castellammare di Stabia) |
| Crono:   | Mirko Chirico (Ancona)                                                             |

|  |           |                      |
|  | Marcatori | 21'17'’ (aut.) Torma |

| Arbitri: | Daniele Pozzi (Roma 1) Fabio Talaia (Policoro) |
| Crono:   | Davide Delgadillo (Pontedera)                  |

|                                                                     |           | |
| Loth 23'15'’ de Brito 29'13'’ Taioli 34'04'’ Nicoletti Pini 34'45'’ | Marcatori | 7'12'’, 19'58'’, 28'27'’, 31'39'’ Annese 14'50'’, 27'27'’ Giuliano 36'00'’ Cascio 36'57'’, 37'55'’ Lanza |

#### Finale
| Arbitri: | Alessandro Alfredo Cartisano (Reggio Calabria) Mirko Cino (Enna) |
| Crono:   | Andrea Gobbo (Mestre)                                            |

|                    |           |                                                                         |
| Ceccobelli 11'45'’ | Marcatori | 3'25'’, 4'05'’, 35'38'’, 36'45'’ Giuliano 14'38'’ Annese 29'56'’ Marino |